# La Roche-sur-Foron
La Roche (arpità) o La Roche-sur-Foron (francès) és un municipi al departament de l'Alta Savoia i a la regió d'Alvèrnia-Roine-Alps. L'any 2007 tenia 9.912 habitants.

## Demografia

### Població
El 2007 la població de fet de La Roche-sur-Foron era de 9.912 persones. Hi havia 3.881 famílies de les quals 1.324 eren unipersonals (589 homes vivint sols i 735 dones vivint soles), 915 parelles sense fills, 1.249 parelles amb fills i 393 famílies monoparentals amb fills.
La població ha evolucionat segons el següent gràfic:

### Habitatges
El 2007 hi havia 4.522 habitatges, 3.994 eren l'habitatge principal de la família, 193 eren segones residències i 335 estaven desocupats. 1.506 eren cases i 2.948 eren apartaments. Dels 3.994 habitatges principals, 2.021 estaven ocupats pels seus propietaris, 1.821 estaven llogats i ocupats pels llogaters i 152 estaven cedits a títol gratuït; 238 tenien una cambra, 697 en tenien dues, 962 en tenien tres, 966 en tenien quatre i 1.131 en tenien cinc o més. 2.696 habitatges disposaven pel capbaix d'una plaça de pàrquing. A 1.827 habitatges hi havia un automòbil i a 1.656 n'hi havia dos o més.

### Piràmide de població
La piràmide de població per edats i sexe el 2009 era:
| Homes | Edats   | Dones |
| ----- | ------- | ----- |
| 4     | 95 o +  | 12    |
| 16    | 90 a 94 | 88    |
| 24    | 85 a 89 | 112   |
| 36    | 80 a 84 | 52    |
| 40    | 75 a 79 | 140   |
| 84    | 70 a 74 | 148   |
| 140   | 65 a 69 | 140   |
| 176   | 60 a 64 | 192   |
| 208   | 55 a 59 | 212   |
| 260   | 50 a 54 | 264   |
| 304   | 45 a 49 | 308   |
| 312   | 40 a 44 | 268   |
| 372   | 35 a 39 | 344   |
| 400   | 30 a 34 | 352   |
| 368   | 25 a 29 | 284   |
| 232   | 20 a 24 | 221   |
| 328   | 15 a 19 | 264   |
| 312   | 10 a 14 | 232   |
| 340   | 5 a 9   | 304   |
| 276   | 0 a 4   | 272   |

## Economia
El 2007 la població en edat de treballar era de 6.698 persones, 5.195 eren actives i 1.503 eren inactives. De les 5.195 persones actives 4.819 estaven ocupades (2.578 homes i 2.241 dones) i 376 estaven aturades (174 homes i 202 dones). De les 1.503 persones inactives 400 estaven jubilades, 587 estaven estudiant i 516 estaven classificades com a «altres inactius».

### Ingressos
El 2009 a La Roche-sur-Foron hi havia 4.120 unitats fiscals que integraven 10.010 persones, la mediana anual d'ingressos fiscals per persona era de 21.598 €.

### Activitats econòmiques
Dels 597 establiments que hi havia el 2007, 8 eren d'empreses extractives, 11 d'empreses alimentàries, 5 d'empreses de fabricació de material elèctric, 44 d'empreses de fabricació d'altres productes industrials, 74 d'empreses de construcció, 146 d'empreses de comerç i reparació d'automòbils, 9 d'empreses de transport, 38 d'empreses d'hostatgeria i restauració, 9 d'empreses d'informació i comunicació, 34 d'empreses financeres, 35 d'empreses immobiliàries, 77 d'empreses de serveis, 71 d'entitats de l'administració pública i 36 d'empreses classificades com a «altres activitats de serveis».
Dels 158 establiments de servei als particulars que hi havia el 2009, 1 era una oficina d'administració d'Hisenda pública, 1 gendarmeria, 1 oficina de correu, 11 oficines bancàries, 1 funerària, 15 tallers de reparació d'automòbils i de material agrícola, 1 taller d'inspecció tècnica de vehicles, 3 autoescoles, 6 paletes, 14 guixaires pintors, 17 fusteries, 10 lampisteries, 5 electricistes, 3 empreses de construcció, 9 perruqueries, 5 veterinaris, 8 agències de treball temporal, 20 restaurants, 18 agències immobiliàries, 3 tintoreries i 6 salons de bellesa.
Dels 52 establiments comercials que hi havia el 2009, 2 eren supermercats, 1 una gran superfície de material de bricolatge, 4 fleques, 7 carnisseries, 6 llibreries, 11 botigues de roba, 3 botigues d'equipament de la llar, 2 sabateries, 3 botigues d'electrodomèstics, 2 botigues de mobles, 4 botigues de material esportiu, 2 drogueries, 3 perfumeries i 2 joieries.
L'any 2000 a La Roche-sur-Foron hi havia 29 explotacions agrícoles que ocupaven un total de 1.258 hectàrees.

## Equipaments sanitaris i escolars
El 2009 hi havia 1 hospital de tractaments de curta durada, 1 hospital de tractaments de mitja durada (seguiment i rehabilitació), 1 un hospital de tractaments de llarga durada, 1 psiquiàtric, 1 centre de salut, 4 farmàcies i 1 ambulància.
El 2009 hi havia 3 escoles maternals i 5 escoles elementals. A La Roche-sur-Foron hi havia 2 col·legis d'educació secundària, 1 liceu d'ensenyament general i 1 liceu tecnològic. Als col·legis d'educació secundària hi havia 1.454 alumnes, als liceus d'ensenyament general n'hi havia 525 i als liceus tecnològics 154.

## Poblacions properes
El següent diagrama mostra les poblacions més properes.